# Cryptocarya

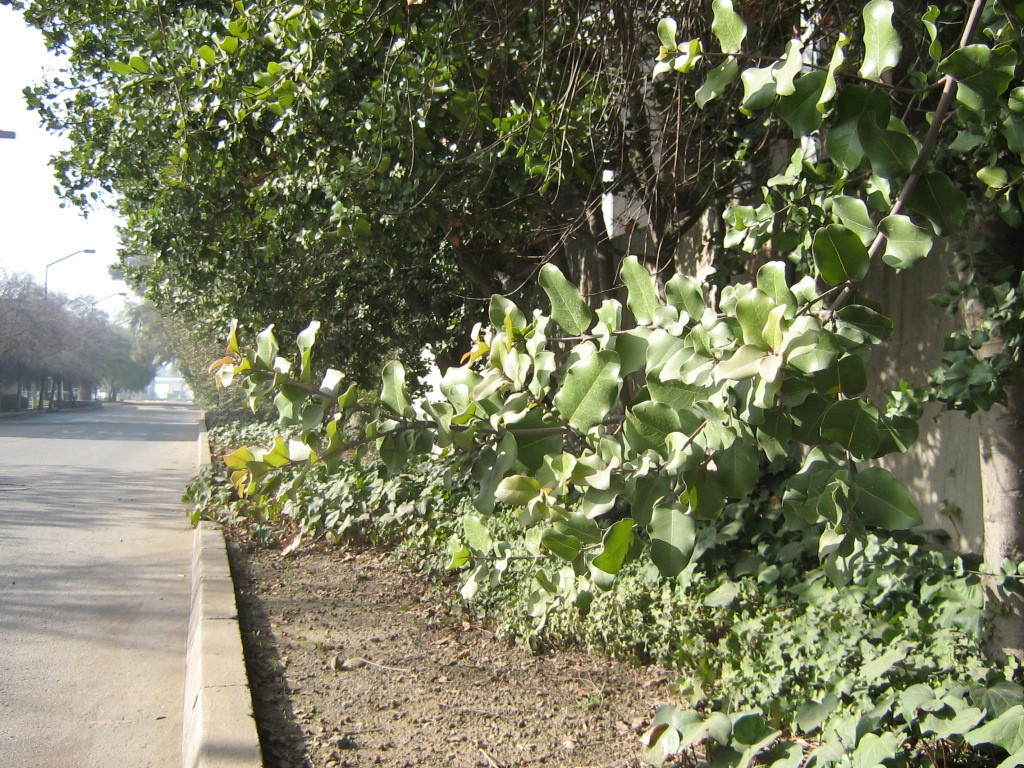
Fulles

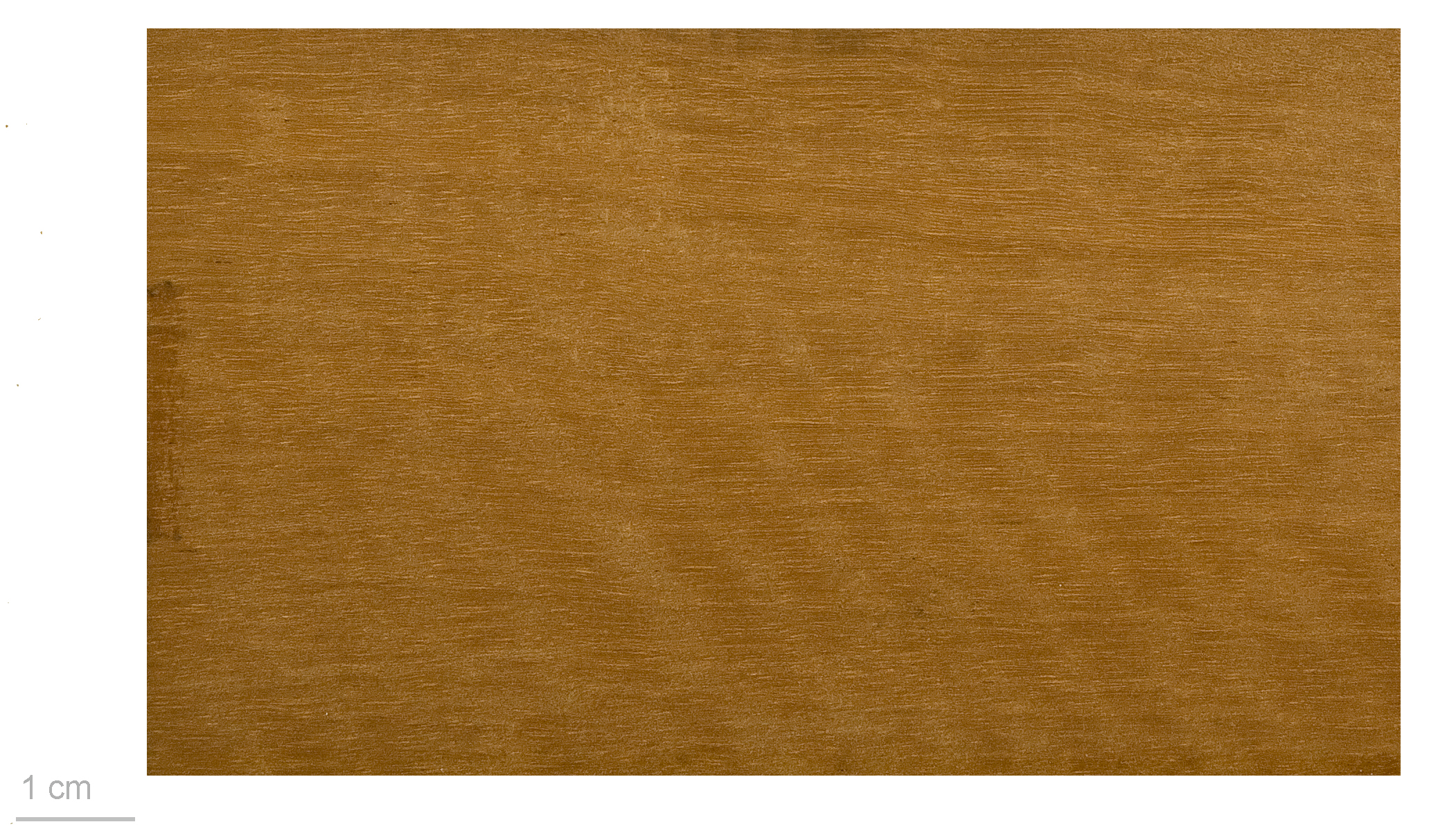
Cryptocarya macrocarpa

Cryptocarya és un gènere de plantes angiospermes de la família de les lauràcies (Lauraceae). Són plantes natives de zones tropicals i subtropicals d'Amèrica del Sud, el sud-oest d'Àfrica, el sud d'Àsia i Austràlia.

## Taxonomia
Aquest gènere va ser publicat per primer cop l'any 1810 a l'obra Prodromus floræ Novæ Hollandiæ et Insulæ Van-Diemen del botànic escocès Robert Brown (1773-1858).

### Etimologia
El nom del gènere, Cryptocarya prové de les paraules del grec, kryptos i karyon, que signifiquen ocult i llavor dura, respectivament, fent referència al pinyol totalment embolcallat per l'hipant engrandit.

### Espècies
Dins del gènere Cryptocarya es reconeixen les 363 espècies següents:
- Cryptocarya acuminata Merr.
- Cryptocarya acutifolia H.W.Li
- Cryptocarya adpressa Munzinger & McPherson
- Cryptocarya agathophylla van der Werff
- Cryptocarya ainikinii Kosterm.
- Cryptocarya alba (Molina) Looser
- Cryptocarya albifrons Kosterm.
- Cryptocarya alleniana C.T.White
- Cryptocarya alseodaphnifolia Kosterm.
- Cryptocarya alticola Kosterm.
- Cryptocarya ambrensis van der Werff
- Cryptocarya ampla Merr.
- Cryptocarya amygdalina Nees
- Cryptocarya anamalayana Gamble
- Cryptocarya andamanica Hook.f.
- Cryptocarya angica Kaneh. & Hatus.
- Cryptocarya angulata C.T.White
- Cryptocarya angustifolia E.Mey. ex Meisn.
- Cryptocarya apamifolia Gamble
- Cryptocarya archboldiana C.K.Allen
- Cryptocarya arfakensis Kaneh. & Hatus.
- Cryptocarya argyrophylla C.K.Allen
- Cryptocarya aristata Kosterm.
- Cryptocarya aschersoniana Mez
- Cryptocarya atra Kosterm.
- Cryptocarya aurea (Kosterm.) Kosterm.
- Cryptocarya aureobrunnea C.K.Allen
- Cryptocarya aureosericea Kosterm.
- Cryptocarya austrokweichouensis X.H.Song
- Cryptocarya balakrishnanii M.Gangop. & Chakrab.
- Cryptocarya bamagana B.Hyland
- Cryptocarya barbellata A.C.Sm.
- Cryptocarya barrabeae Munzinger & McPherson
- Cryptocarya beddomei Gamble
- Cryptocarya beilschmiediifolia Kosterm.
- Cryptocarya bellendenkerana B.Hyland
- Cryptocarya bernhardiensis C.K.Allen
- Cryptocarya bhutanica D.G.Long
- Cryptocarya bidwillii Meisn.
- Cryptocarya biswasii M.Gangop.
- Cryptocarya bitriplinervia Kosterm.
- Cryptocarya boemiensis Kaneh. & Hatus.
- Cryptocarya botelhensis P.L.R.Moraes
- Cryptocarya brachythyrsa H.W.Li
- Cryptocarya bracteolata Gamble
- Cryptocarya brassii C.K.Allen
- Cryptocarya brevipes C.K.Allen
- Cryptocarya bullata Kosterm.
- Cryptocarya burckeana Warb.
- Cryptocarya caesia Blume
- Cryptocarya cagayanensis Merr.
- Cryptocarya calandoi Kosterm.
- Cryptocarya calcicola H.W.Li
- Cryptocarya calderi M.Gangop.
- Cryptocarya calelanensis Elmer
- Cryptocarya caloneura (Scheff.) Kosterm.
- Cryptocarya canaliculata van der Werff
- Cryptocarya capuronii Kosterm.
- Cryptocarya carrii Kosterm.
- Cryptocarya caryoptera Kosterm.
- Cryptocarya cavei M.Gangop. & Chakrab.
- Cryptocarya celebica (Koord.) Kosterm.
- Cryptocarya ceramica Kosterm.
- Cryptocarya cercophylla W.E.Cooper
- Cryptocarya chanthaburiensis Kosterm.
- Cryptocarya chartacea Kosterm.
- Cryptocarya chinensis (Hance) Hemsl.
- Cryptocarya chingii W.C.Cheng
- Cryptocarya chrysea Munzinger & McPherson
- Cryptocarya citriformis (Vell.) P.L.R.Moraes
- Cryptocarya clarksoniana B.Hyland
- Cryptocarya claudiana B.Hyland
- Cryptocarya cocosoides B.Hyland
- Cryptocarya concinna Hance
- Cryptocarya conduplicata Munzinger & McPherson
- Cryptocarya constricta C.K.Allen
- Cryptocarya cordata C.K.Allen
- Cryptocarya cordifolia Kosterm.
- Cryptocarya coriacea (Kosterm.) van der Werff
- Cryptocarya corrugata C.T.White & W.D.Francis
- Cryptocarya costata Blume
- Cryptocarya crassifolia Baker
- Cryptocarya crassinerviopsis Kosterm.
- Cryptocarya cunninghamii Meisn.
- Cryptocarya cuprea Kosterm.
- Cryptocarya darusensis Kosterm.
- Cryptocarya dealbata Baker
- Cryptocarya dekae M.Gangop.
- Cryptocarya densiflora Blume
- Cryptocarya depauperata H.W.Li
- Cryptocarya depressa Warb.
- Cryptocarya dipterocarpifolia Kosterm.
- Cryptocarya diversifolia Blume
- Cryptocarya dorrigoensis Frodin ex B.Hyland & Floyd
- Cryptocarya durifolia Kosterm.
- Cryptocarya edanoi Merr.
- Cryptocarya elegans (Reinecke) A.C.Sm.
- Cryptocarya elliptica Schltr.
- Cryptocarya elliptifolia Merr.
- Cryptocarya elongata Kosterm.
- Cryptocarya endiandrifolia Kosterm.
- Cryptocarya enervis Hook.f.
- Cryptocarya engleriana Teschner
- Cryptocarya erythroxylon Maiden & Betche
- Cryptocarya euphlebia Merr.
- Cryptocarya everettii Merr.
- Cryptocarya exfoliata C.K.Allen
- Cryptocarya fagifolia Gamble
- Cryptocarya ferrarsi King ex Hook.f.
- Cryptocarya ferrea Blume
- Cryptocarya filicifolia (Kosterm.) Kosterm.
- Cryptocarya flavescens (Kosterm.) van der Werff
- Cryptocarya flavisperma Kosterm.
- Cryptocarya floydii Kosterm.
- Cryptocarya fluminensis Kosterm.
- Cryptocarya foetida R.T.Baker
- Cryptocarya forbesii Gamble
- Cryptocarya foveolata C.T.White & W.D.Francis
- Cryptocarya foxworthyi Elmer
- Cryptocarya fulva Kosterm.
- Cryptocarya fusca Gillespie
- Cryptocarya fuscopilosa Teschner
- Cryptocarya gigantocarpa Kosterm.
- Cryptocarya glabriflora van der Werff
- Cryptocarya glauca Merr.
- Cryptocarya glaucescens R.Br.
- Cryptocarya glauciphylla Elmer
- Cryptocarya glaucocarpa B.Hyland
- Cryptocarya globosa C.K.Allen
- Cryptocarya globularia Kosterm. ex de Kok
- Cryptocarya gonioclada Kaneh. & Hatus.
- Cryptocarya gracilis Schltr.
- Cryptocarya graehneriana Teschner
- Cryptocarya grandis B.Hyland
- Cryptocarya gregsonii Maiden
- Cryptocarya griffithiana Wight
- Cryptocarya guianensis Meisn.
- Cryptocarya guillauminii Kosterm.
- Cryptocarya hainanensis Merr.
- Cryptocarya hartleyi Kosterm.
- Cryptocarya helicina Kosterm.
- Cryptocarya hornei Gillespie
- Cryptocarya hypospodia F.Muell.
- Cryptocarya idenburgensis C.K.Allen
- Cryptocarya ilocana S.Vidal
- Cryptocarya impressa Miq.
- Cryptocarya impressivena Kaneh. & Hatus.
- Cryptocarya insularis Vasudeva Rao & Chakrab.
- Cryptocarya intermedia Elmer
- Cryptocarya invasiorum Kosterm.
- Cryptocarya iridescens Kosterm.
- Cryptocarya jacarepaguensis Vattimo-Gil
- Cryptocarya kaengkrachanensis M.Z.Zhang, Yahara & Tagane
- Cryptocarya kajewskii C.K.Allen
- Cryptocarya kamahar Teschner
- Cryptocarya krameri van der Werff
- Cryptocarya kurzii Hook.f.
- Cryptocarya kwangtungensis H.T.Chang
- Cryptocarya laevigata Blume
- Cryptocarya lanceolata Merr.
- Cryptocarya lancifolia A.C.Sm.
- Cryptocarya lancilimba Kosterm.
- Cryptocarya lanuginosa (Teschner) Kosterm.
- Cryptocarya laotica (Gagnep.) Kosterm.
- Cryptocarya latifolia Sond.
- Cryptocarya lauriflora (Blanco) Merr.
- Cryptocarya lawsonii Gamble
- Cryptocarya ledermannii Teschner
- Cryptocarya leiana C.K.Allen
- Cryptocarya leptospermoides Kosterm.
- Cryptocarya leucophylla B.Hyland
- Cryptocarya liebertiana Engl.
- Cryptocarya lifuensis Guillaumin
- Cryptocarya litoralis van der Werff
- Cryptocarya lividula B.Hyland
- Cryptocarya loheri Merr.
- Cryptocarya longepetiolata Kosterm.
- Cryptocarya longifolia Kosterm.
- Cryptocarya loureirii Nees
- Cryptocarya louvelii Danguy
- Cryptocarya lucida Blume
- Cryptocarya lyoniifolia S.Lee & F.N.Wei
- Cryptocarya macdonaldii B.Hyland
- Cryptocarya mackeei Kosterm.
- Cryptocarya mackinnoniana F.Muell.
- Cryptocarya maclurei Merr.
- Cryptocarya macrocarpa Guillaumin
- Cryptocarya macrodesme Schltr.
- Cryptocarya macrophylla Gamble
- Cryptocarya maculata H.W.Li
- Cryptocarya magnifolia Teschner
- Cryptocarya malayana de Kok
- Cryptocarya mandioccana Meisn.
- Cryptocarya mannii Hillebr.
- Cryptocarya massoy (Oken) Kosterm.
- Cryptocarya medicinalis C.T.White
- Cryptocarya megaphylla Kosterm.
- Cryptocarya meisneriana Frodin
- Cryptocarya melanocarpa B.Hyland
- Cryptocarya membranacea Thwaites
- Cryptocarya metcalfiana C.K.Allen
- Cryptocarya micrantha Meisn.
- Cryptocarya microcos Kosterm.
- Cryptocarya microneura Meisn.
- Cryptocarya mindanaensis Elmer
- Cryptocarya minutifolia C.K.Allen
- Cryptocarya montana (Kosterm.) van der Werff
- Cryptocarya moschata Nees & Mart.
- Cryptocarya multiflora van der Werff
- Cryptocarya multinervis Teschner
- Cryptocarya multipaniculata Teschner
- Cryptocarya murrayi F.Muell.
- Cryptocarya muthuvariana R.Jagad., P.Suresh Kumar, Gangapr. & S.P.Mathew
- Cryptocarya myrcioides S.Moore
- Cryptocarya myristicoides Baker
- Cryptocarya myrtifolia Stapf
- Cryptocarya nana Kosterm.
- Cryptocarya natalensis (J.H.Ross) Kosterm.
- Cryptocarya nigra Kosterm.
- Cryptocarya nitens (Blume) Koord. & Valeton
- Cryptocarya nothofagetorum Kosterm.
- Cryptocarya nova-anglica B.Hyland & Floyd
- Cryptocarya oblata F.M.Bailey
- Cryptocarya obliqua Blume
- Cryptocarya oblonga (Kosterm.) van der Werff
- Cryptocarya oblongata Merr.
- Cryptocarya obovata R.Br.
- Cryptocarya occidentalis van der Werff
- Cryptocarya ocoteifolia Kosterm.
- Cryptocarya odorata Guillaumin
- Cryptocarya oligocarpa Merr.
- Cryptocarya oligophlebia Merr.
- Cryptocarya onoprienkoana B.Hyland
- Cryptocarya oubatchensis Schltr.
- Cryptocarya ovalifolia (Danguy) van der Werff
- Cryptocarya ovata Teschner
- Cryptocarya ovatocaudata Kosterm.
- Cryptocarya ovoidea Munzinger & McPherson
- Cryptocarya pachyphylla Kosterm.
- Cryptocarya palawanensis Merr.
- Cryptocarya pallens Kosterm.
- Cryptocarya pallida Merr.
- Cryptocarya pallidifolia Kosterm.
- Cryptocarya palmerensis C.K.Allen
- Cryptocarya panamensis P.L.R.Moraes & van der Werff
- Cryptocarya papuana Kamik.
- Cryptocarya parallelinervia Kosterm.
- Cryptocarya parinarifolia Kosterm.
- Cryptocarya parinarioides A.C.Sm.
- Cryptocarya parvifolia Merr.
- Cryptocarya pauciflora Baker
- Cryptocarya perareolata (Kosterm.) van der Werff
- Cryptocarya pergamentacea C.K.Allen
- Cryptocarya pergracilis Kosterm.
- Cryptocarya perlucida C.K.Allen
- Cryptocarya pervillei Baill.
- Cryptocarya petelotii Kosterm. ex H.H.Pham
- Cryptocarya petiolata van der Werff
- Cryptocarya phyllostemon Kosterm.
- Cryptocarya pleurosperma C.T.White & W.D.Francis
- Cryptocarya pluricostata Kosterm.
- Cryptocarya polyneura (Kosterm.) van der Werff
- Cryptocarya praetervisa M.G.Gangop., Chakrab. & A.S.Chauhan
- Cryptocarya procera Talbot
- Cryptocarya pulchella Teschner
- Cryptocarya pulchrinervia Kosterm.
- Cryptocarya pullenii Kosterm.
- Cryptocarya pusilla Teschner
- Cryptocarya pustulata Kosterm.
- Cryptocarya putida B.Hyland
- Cryptocarya ramosii Merr.
- Cryptocarya rarinervia S.Moore
- Cryptocarya renicarpa Kosterm.
- Cryptocarya resinosa Kosterm.
- Cryptocarya reticulata Blume
- Cryptocarya retusa (Willd. ex Nees) van der Werff
- Cryptocarya revoluta van der Werff
- Cryptocarya rhizophoretum Kosterm.
- Cryptocarya rhodosperma B.Hyland
- Cryptocarya riedeliana P.L.R.Moraes
- Cryptocarya rifaii Kosterm.
- Cryptocarya rigida Meisn.
- Cryptocarya rigidifolia van der Werff
- Cryptocarya robynsiana Kosterm.
- Cryptocarya roemeri Lauterb.
- Cryptocarya rotundifolia Kosterm.
- Cryptocarya rubiginosa Griff.
- Cryptocarya rubra Blume
- Cryptocarya rugulosa Hook.f.
- Cryptocarya ruruvaiensis Kosterm.
- Cryptocarya saccharata B.Hyland
- Cryptocarya saligna Mez
- Cryptocarya samarensis Merr.
- Cryptocarya samoensis Christoph.
- Cryptocarya schlechteri Teschner
- Cryptocarya schmidii Kosterm.
- Cryptocarya schoddei Kosterm.
- Cryptocarya sclerophylla B.Hyland
- Cryptocarya sellowiana P.L.R.Moraes
- Cryptocarya septentrionalis van der Werff
- Cryptocarya sericeotriplinervia Kosterm.
- Cryptocarya simonsii Kosterm.
- Cryptocarya sleumeri Kosterm.
- Cryptocarya smaragdina B.Hyland
- Cryptocarya spathulata Kosterm.
- Cryptocarya splendens Kosterm.
- Cryptocarya stenophylla van der Werff
- Cryptocarya stocksii Meisn.
- Cryptocarya strictifolia Kosterm.
- Cryptocarya subbullata Kosterm.
- Cryptocarya subfalcata C.K.Allen
- Cryptocarya sublanuginosa Kosterm.
- Cryptocarya subtrinervis Kaneh. & Hatus.
- Cryptocarya subtriplinervia (Kosterm.) van der Werff
- Cryptocarya subvelutina Elmer
- Cryptocarya sulavesiana Kosterm.
- Cryptocarya sulcata C.K.Allen
- Cryptocarya sumatrana Kosterm.
- Cryptocarya sumbawaensis Kosterm.
- Cryptocarya tannaensis Guillaumin
- Cryptocarya tawaensis Merr.
- Cryptocarya tebaensis Teschner
- Cryptocarya tesselata Kosterm.
- Cryptocarya tetragona C.K.Allen
- Cryptocarya teysmanniana Miq.
- Cryptocarya thouvenotii (Danguy) Kosterm.
- Cryptocarya todayensis Elmer
- Cryptocarya transvaalensis Burtt Davy
- Cryptocarya transversa Kosterm.
- Cryptocarya triplinervis R.Br.
- Cryptocarya tsangii Nakai
- Cryptocarya tuanku-bujangii Kosterm.
- Cryptocarya turbinata Gillespie
- Cryptocarya turrilliana A.C.Sm.
- Cryptocarya umbonata C.K.Allen
- Cryptocarya vacciniifolia Stapf
- Cryptocarya vanderwerffii Kottaim.
- Cryptocarya velloziana P.L.R.Moraes
- Cryptocarya velutina Kosterm.
- Cryptocarya velutinosa Kosterm.
- Cryptocarya verrucosa Teschner
- Cryptocarya vidalii (Elmer) Merr.
- Cryptocarya villarii S.Vidal
- Cryptocarya viridiflora Kosterm.
- Cryptocarya vulgaris B.Hyland
- Cryptocarya weinlandii K.Schum.
- Cryptocarya whiffiniana Le Cussan & B.Hyland
- Cryptocarya whiteana C.K.Allen
- Cryptocarya wiedensis P.L.R.Moraes
- Cryptocarya wightiana Thwaites
- Cryptocarya wilderiana Christoph.
- Cryptocarya williwilliana B.Hyland & Floyd
- Cryptocarya wilsonii Guillaumin
- Cryptocarya womersleyi Kosterm.
- Cryptocarya woodii Engl.
- Cryptocarya wrayi Gamble
- Cryptocarya wyliei Stapf
- Cryptocarya xylophylla Kosterm.
- Cryptocarya yaanica N.Chao
- Cryptocarya yasuniensis P.L.R.Moraes & van der Werff
- Cryptocarya yunnanensis H.W.Li
- Cryptocarya zamboangensis Merr.
- Cryptocarya zollingeriana Miq.